# Айкач, Тургут
Тургут Айкач (тур. Turgut Aykaç; род. 1 января 1958, Адана) — турецкий боксёр, представитель полулёгкой весовой категории. Выступал за сборную Турции по боксу в середине 1980-х годов, бронзовый призёр летних Олимпийских игр в Лос-Анджелесе, участник чемпионата Европы в Будапеште.

## Биография
Тургут Айкач родился 1 января 1958 года в городе Адана, Турция. Серьёзно заниматься боксом начал в возрасте 17 лет в 1975 году, проходил подготовку в боксёрской секции спортивного общества «Аданаспор».
Наибольшего успеха в своей спортивной карьере добился в сезоне 1984 года, когда вошёл в основной состав турецкой национальной сборной и благодаря череде удачных выступлений удостоился права защищать честь страны на летних Олимпийских играх в Лос-Анджелесе. В категории до 57 кг благополучно прошёл первых троих соперников по турнирной сетке, тогда как в четвёртом полуфинальном поединке со счётом 0:5 потерпел поражение от нигерийца Питера Коньегвачиэ и тем самым получил бронзовую олимпийскую медаль. Таким образом, он стал одним из трёх турецких боксёров, наравне с Эюпом Джаном и Маликом Бейлероглу, кому удалось стать призёром Олимпийских игр.
После Олимпиады Айкач ещё в течение некоторого времени оставался в главной боксёрской команде Турции и продолжал принимать участие в крупнейших международных турнирах. Так, в 1985 году он побывал на чемпионате Европы в Будапеште, где на стадии четвертьфиналов полулёгкого веса был остановлен советским боксёром Самсоном Хачатряном.